# Первый кинотеатр Ростова-на-Дону
Первый кинотеатр Ростова-на-Дону — кинотеатр Ростова-на Дону, ставший первым в городе.
Адрес: Россия, Ростов-на-Дону, улица Большая Садовая, 64.

## История
Одним из первых ростовских зданий, созданных в стиле модерн, был торговый дом Яблоковых. Помещения дома, построенного в 1898 году по проекту архитектора Е. М. Гулина, сдавались в аренду различным организациям. До Октябрьской революции, в 1906 году, в этом доме, принадлежавшем Иоашу Рувимовиу Гоцу, владевшему фирмой, торговавшей бильярдными столами, был открыт первый в Ростове кинотеатр (синематограф «Художественный»). В 1917 году он был переименован в кинотеатр «Олимп».
В 1920-е годы в здании разместились Ростовское отделение государственного треста по производству и продаже швейных машин, игрушечный магазин и кинотеатр Донского отдела народного образования имени Розы Люксембург который в 1950-е годы был переименован в «Комсомолец».
В 1960-х годах под руководством архитекторов Г. Петрова и Л. Эберга был разработан проект реконструкции кинотеатра, в результате которого было максимально сохранено первоначальное декоративное убранство фасада (был убран только выступающий лепной и штукатурный декор).

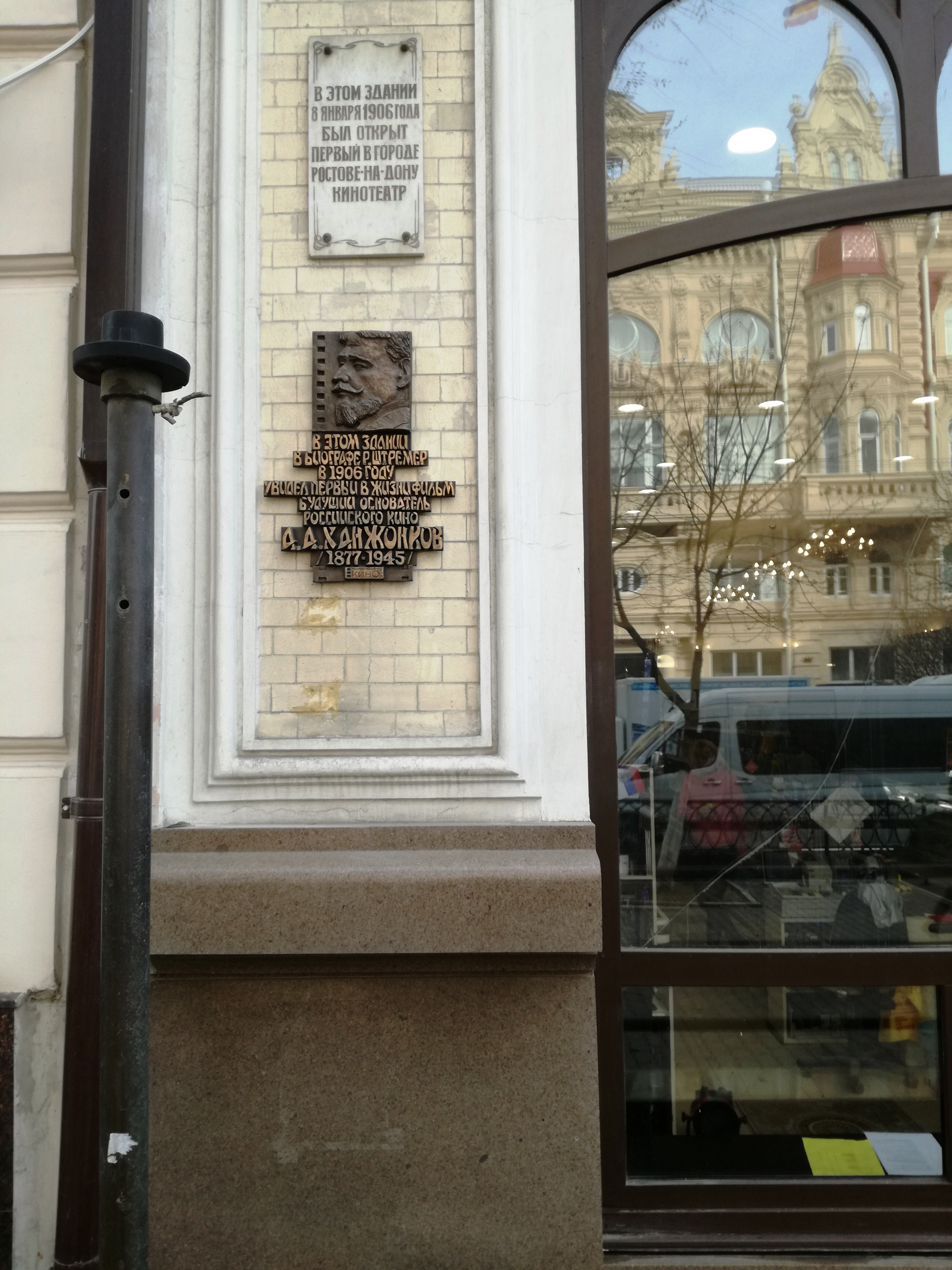
Памятные доски на здании бывшего кинотеатра

В настоящее время в этом здании расположены магазины.
Интересно, что именно в этом кинотеатре, называемом в то время электробиографом (его открыла предпринимательница Р. Э. Штремер), познакомился с искусством кино Александр Ханжонков, пионер российского кинематографа. Об этом свидетельствует мемориальная доска на стене современного здания.